# 馬爾伊夫卡 (薩赫諾夫希納區)
49°13′8″N 36°2′59″E / 49.21889°N 36.04972°E
馬爾伊夫卡（烏克蘭語：Мар'ївка），是烏克蘭東部的村莊，隸屬哈爾科夫州的別列斯京區。該村始建於1875年，面積0.84平方公里，海拔高度107米，2001年人口338，人口密度每平方公里402.4人。